# José Gómez-Pardo
José Gómez-Pardo Enseniat (Madrid, 1803 – 30 de agosto de 1873), fue un industrial y platero español, creador de la Fundación Gómez-Pardo de Madrid.
Hermano pequeño del naturalista, farmacéutico e ingeniero de minas Lorenzo Gómez-Pardo, José nació en Madrid, como hijos de una familia de plateros con joyería, tienda y taller en la calle Ciudad Rodrigo, junto a la calle Mayor, negocio censado por Eugenio Larruga en sus Memorias políticas y económicas (1787-1800), y mencionado por Langreo en 1948.
En la fundación que lleva su nombre, se guardan un dibujo y el busto que de él esculpió José Gragera en 1880.

## La fundación Gómez-Pardo

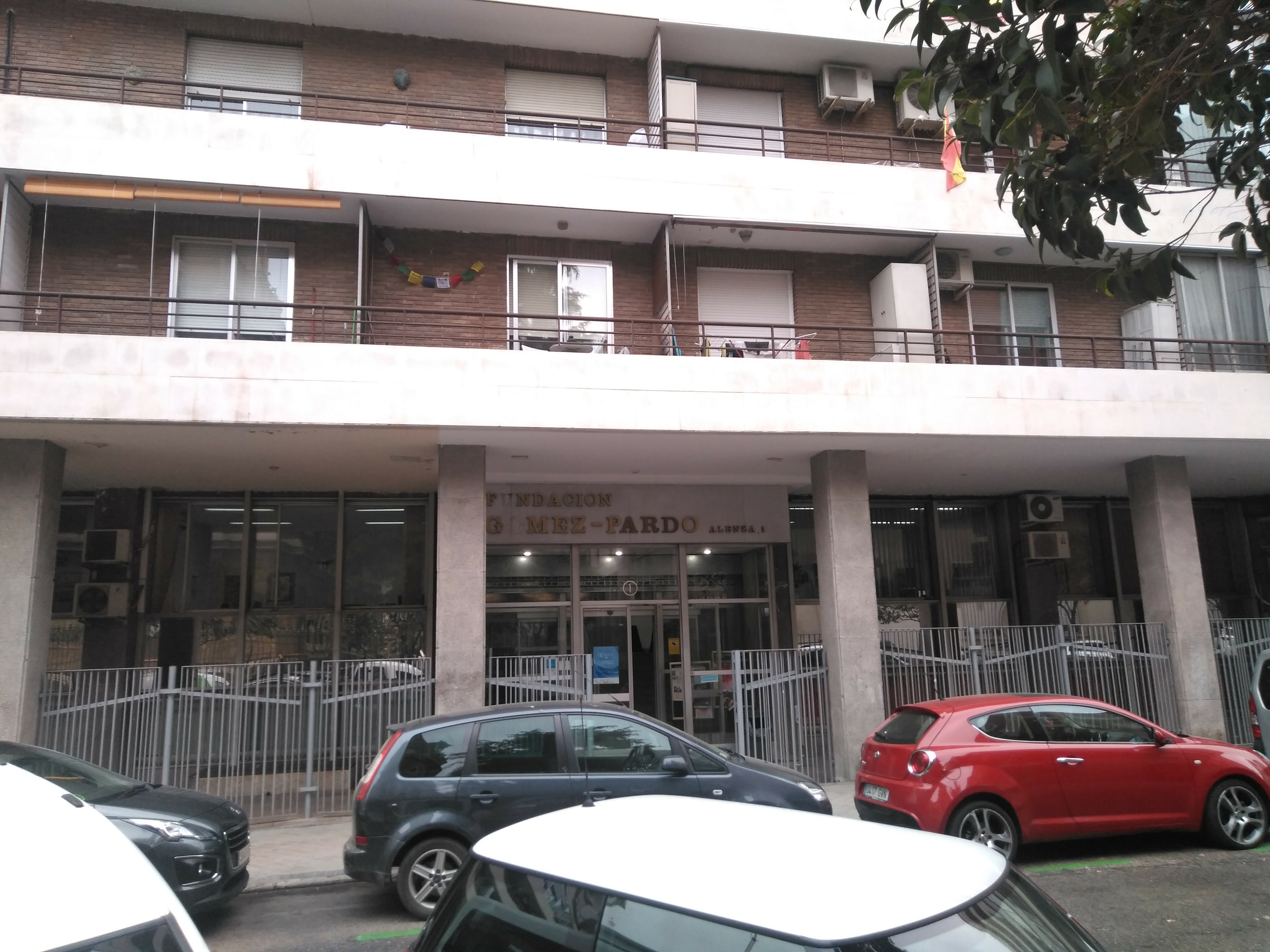
Fundación Gómez-Pardo

Creada por Real Orden publicada el 14 de abril de 1915, la Fundación Gómez-Pardo, conserva el material reunido por los hermanos Gómez-Pardo en el Laboratorio que también lleva su nombre, instalado primitivamente en el edificio ya desaparecido, obra de Ricardo Velázquez Bosco, dentro del conjunto de construcciones anexas a la Escuela de Minas de Madrid. En el inicio del siglo xxi la Fundación se encuentra en el número 1 de la calle Alenza; el legado incluye una biblioteca, colecciones mineralógicas y otras aportaciones científicas.